# 116フィルム

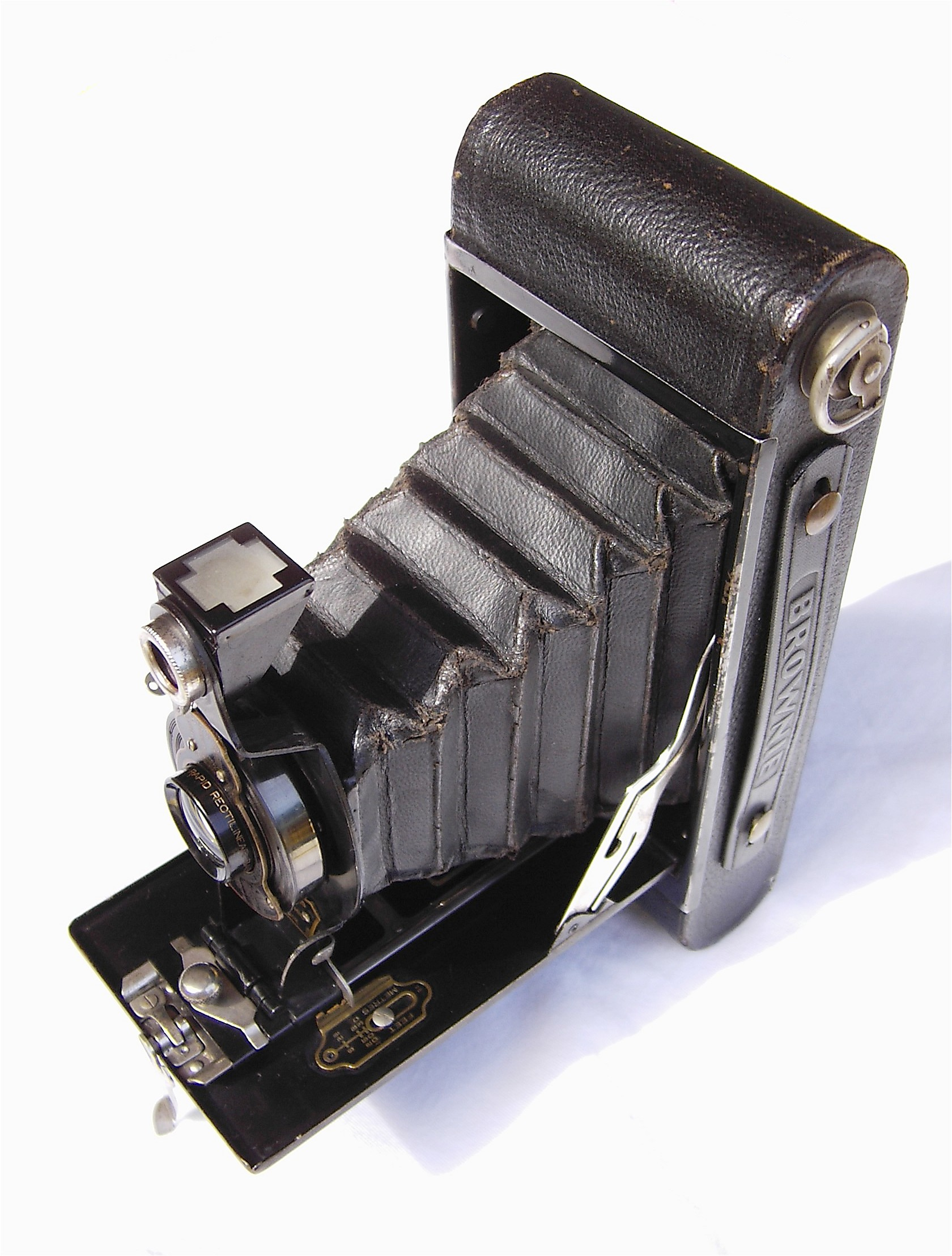
116フィルムを使用するブローニーシリーズの写真機、No.2Aフォールディングオートグラフィックブローニー（1915年発売）。

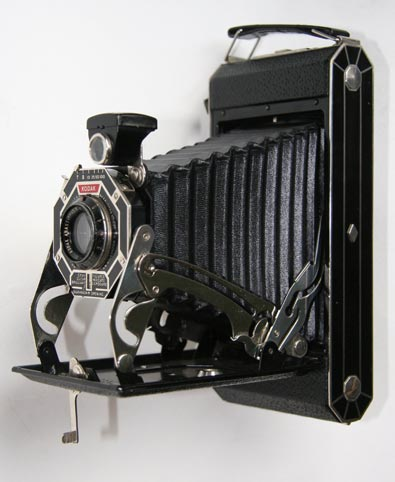
616フィルムとともに発表されたフォールディングカメラコダックシックス-16（1932年発売）。

116フィルム（いちいちろくフィルム、英語: 116 film ）は、スチル写真用のフィルムの規格である。1899年にコダックが導入した。
本項では、1932年に同社が導入した、同一フィルムで撮影枚数・スプール等の異なる規格である616フィルム（ろくいちろくフィルム、英語: 616 film ）についても扱う。これら規格の名称は、いずれもコダック式のロールフィルム番号である。

## 概要
116フィルム、616フィルムの画面サイズはいずれも「6.5×11cm判」（2.50×4.25インチ）である。70mm幅のフィルムを使用しており、画面サイズを2.25x3.25インチとする120フィルムおよび220フィルム（日本でブローニーフィルムと称されているもの）の2.4インチ(約61mm）よりも広い。スプールのサイズも異なり、フランジ部分の直径は120フィルム0.990インチに対して、116フィルムではやや大きく1.25インチ、616フィルムはやや狭い0.952インチである。スプールの全長は、120フィルム2.466インチに対して、116と616フィルムは2.814インチである。スプールの軸部分の直径は116フィルムにおいては120フィルムの0.468インチと同じであるが、616フィルムでは0.280インチと細い軸を採用している。フィルムの長さはいずれも100cmあるいは39インチとされる。
フィルムの生産が終了以降、116フィルムあるいは616フィルム用の写真機を使用する場合には、スプールの上下にスペーサーを挿入し、フィルムレール幅を板などで狭めて120フィルムで使用する等の手法が試みられている。

## 略歴
コダックが1896年に製造販売を開始したポケット・コダックシリーズは、日中装填可能なフォルダーに収まった120フィルムで始まったが、3年後の1899年、「No.1Aフォールディングポケット・コダック」に使用するためのフィルムとして、ロールフィルム116フィルムを開発した。
1932年には新規格620フィルムを使用するフォールディングカメラ「コダックシックス-20」とともに、新規格616フィルム、および同フィルムを使用する写真機としてフォールディングカメラ「コダックシックス-16」を発表した。
1955年9月の『ポピュラーサイエンス』誌の広告記事「正しい仕事に正しいフィルムを選ぶ法」では、コダックヴェリクロームフィルム、コダカラーフィルムの項目に120フィルム、127フィルム、828フィルムとならぶ「ポピュラーなロールフィルム」として、116フィルムと616フィルムも列挙されている。
コダックは1984年4月に116フィルム、同年5月に616フィルムのそれぞれの生産を終了し、116フィルムは85年間、616フィルムは52年間の歴史を終了した。

## おもなフィルム製品
いずれも生産終了品である。
- コダックヴェリクロームフィルムV116 - 116フィルム[2]
- コダックヴェリクロームフィルムV616 - 616フィルム[2]
- コダックヴェリクロームパンフィルム VP616 - 616フィルム
- コダックプラスX PX616 - 616フィルム
- コダカラーフィルム116 - 116フィルム[2]
- コダカラーフィルム116 - 616フィルム[2]
- コダカラーX116 - 116フィルム
- アンスコプレナクローム116 - 116フィルム

## おもな写真機

### 116フィルム使用

#### コダック
- No.1Aフォールディングポケット・コダック - フォールディングカメラ、1899年発売
- No.2Aフォールディングポケットブローニー - 1910年発売
- No.2Aフォールディングオートグラフィックブローニー - フォールディングカメラ、1915年発売
- No.2Aブローニー - ボックスカメラ
- No.2Aブローニースペシャル
- No.1Aポケット・コダック - フォールディングカメラ、1926年発売

#### ツァイス・イコン
- コカレッテ - コンテッサ・ネッテルから継続して製造した製品、1933年生産終了
- イコンタD
- スーパーイコンタD
- ボックステンゴール54/15 - 6.5×11cm判、1938年製造終了

#### ウェルタ・カメラヴェルク
- ペルレ - 変形「5×8cm判」

#### リュミエール
- リュミエール6.5×11

### 616フィルム使用

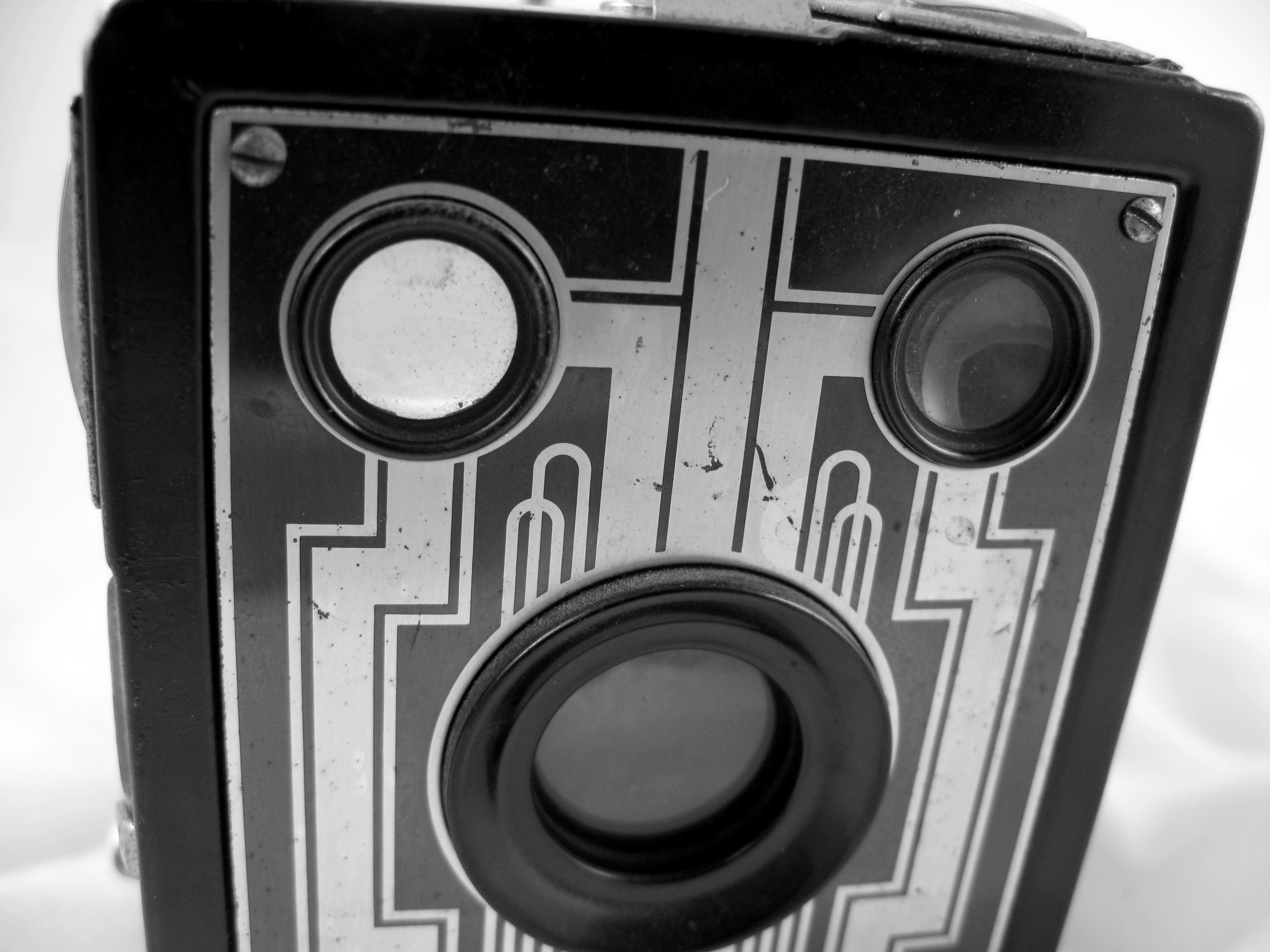
616フィルムを使用するブローニーシリーズの写真機、ブローニーターゲットシックス-16の一部（1946年発売）。

#### コダック
- コダックシックス-16 - フォールディングカメラ、1932年発売
- ブローニージュニア
- ブローニーターゲットシックス-16
- ブローニースペシャルシックス-16

#### ナーゲル
- ジュニアシックス-16 - 1935年発売

#### アンスコ
- アグフアPD16クリッパー - アグフア（現在のアグフア・ゲバルト）時代のアンスコ、1926年発売
- クリッパー - 「アグフアPD16クリッパー」の後継機
- フラッシュクリッパー
- クリッパースペシャル